# Konstytucja Francji
Konstytucja Francji – akt prawny o najwyższej randze (konstytucja) we francuskim systemie prawnym, określający podstawy ustroju państwa francuskiego, podmiot władzy w państwie, a także sposób wykonywania przezeń władzy, oraz określający prawa i obowiązki obywateli.

## Pełne konstytucje francuskie
1. Konstytucja 1791 roku
2. Konstytucja roku I – 1793, tzw. konstytucja jakobińska
3. Konstytucja roku III – 1795, tzw. konstytucja dyrektorialna
4. Konstytucja roku VIII – 1799, tzw. konstytucja konsularna
5. Konstytucja roku X - 1802
6. Konstytucja roku XII - 1804
7. Karta Konstytucyjna Ludwika XVIII – 1814, restauracja Burbonów
8. Akt dodatkowy do konstytucji cesarstwa - 1815, sto dni Napoleona
9. Karta konstytucyjna 1830 roku – monarchia lipcowa
10. Konstytucja II Republiki – 1848
11. Konstytucja II Cesarstwa – 1852
12. Konstytucja III Republiki – 1875, trzy oddzielne akty prawne
13. Konstytucja Rządu Vichy – 1940
14. Mała Konstytucja 1945 roku
15. Konstytucja IV Republiki – 1946
16. Konstytucja V Republiki – 1958, ze zmianami obowiązuje do dziś